# دتش هنري
دتش هنري (بالإنجليزية: Dutch Henry)‏ هو لاعب كرة قاعدة أمريكي، ولد في 12 مايو 1902 في كليفلاند في الولايات المتحدة، وتوفي بنفس المكان في 23 أغسطس 1968.

## وصلات خارجية
- دتش هنري على موقعبيزبول رفرنس.كوم (الدوري الرئيسي) (الإنجليزية)
- دتش هنري على موقعبيزبول رفرنس.كوم (الدوري الثانوي) (الإنجليزية)